# Џип ренегејд
Џип ренегејд (енгл. Jeep Renegade) је теренски аутомобил који производи америчка фабрика аутомобила Џип. Производи се од 2014. године.

## Историјат
Први пут је представљен јавности на сајму аутомобила у Женеви марта 2014. године, а производња је покренута августа исте године. Ренегејд је први аутомобил фирме Фијат-Крајслер који је развијен у сарадњи италијанских и америчких дизајнера и први Џипов аутомобил који се искључиво производи изван Северне Америке. Производи се у Фијатовој фабрици SATA (Società Automobilistica Tecnologie Avanzate) у месту Цона Индузтријале Сан Никола у Италији, заједно са братом Фијат 500X са ким дели платформу. Производи се још и у Бразилу и Кини. С обзиром да се бренд Џип налази у саставу мултинационалне корпорације Фијат Крајслер аутомобили, модел ренегејд заснован је на платформи под називом GM Fiat Small platform, коју користе и модели Фијат гранде пунто, Фијат 500Л и Фијат 500X.
Ренегејд на енглеском језику значи отпадник или одметник. Ренегејд је најмањи Џипов модел. Визуелно се поистовећује са осталим припадницима Џип фамилије. Поседује карактеристичну маску хладњака са седам правоугаоних отвора и округле фарове, а на задњим светлима се налази стилизовано X, као инспирација за канистер горива који се налазио на старим моделима Вилиса које је користила америчка војска у Другом светском рату.
На Euro NCAP креш тестовима ренегејд је 2014. године добио максималних пет звездица за безбедност. Оцењен је са 85 одсто успешности за заштиту деце и одраслих путника и са 65 одсто за заштиту пешака, с позитивним резултатима на свим главним тестовима. Сигурносни уређаји добили су оцену од 74 одсто захваљујући додатно доступном систему аутоматског кочења и стандардно доступном регулатору брзине. Може бити опремљен и системом за упозорење на промену траке и системом праћења мртвог угла.
На подручју Европе, Блиског истока и Африке доступан је у четири различите верзије – Sport, Longitude, Limited и Trailhawk. Доступан је са петостепеним и шестостепеним мануелним мењачем, као и са шестостепеним аутоматизованим мењачем са двоструким квачилом и деветостепеним аутоматским мењачем. У понуди су верзије са погоном на предњим точковима и на сва четири точка, међутим, ренегејд је прво мало СУВ возило опремљено системом за искључивање погона на задњој осовини. Овај систем омогућава неприметно пребацивање са двоосовинског на једноосовински погон како би се смањио утрошак енергије када погон 4x4 није потребан, и тиме смањила потрошња горива. Уграђују се Фијатови мотори, а то су бензински мотори од 1.4 (140, 162 и 170 КС), 1.6 (110 КС), 1.8 (132 КС), 2.4 Chrysler Tigershark (187 КС) и познати мултиџет дизел мотори друге генерације од 1.6 (120 КС) и 2.0 (120, 140 и 170 КС).

## Галерија
- Редизајн
- Редизајн